# Столб (геральдика)

Червлёный столб в серебряном поле

Столб (фр. pal) — почётная геральдическая фигура.

## История
Итальянское слово «palo», обозначающее столб, происходит от латинского слова «palus» — это обусловлено тем, что столб в геральдике имеет форму полосы, вытянутой по вертикали. Логическое обоснование этимологического значение данного термина нельзя назвать безупречным, тем не менее существуют несколько концепций, заслуживающих внимание, подкреплённых четкими и внятными аргументами или весьма оригинальных. Некоторые герольдисты связывают название с предметами интерьера: согласно их гипотезе, столб имитирует форму длинного шёлкового гобелена, расшитого золотом (лат. «palea»). Подобными гобеленами украшали высокие стены залов средневековых замков. Полотнища гобеленов вешали почти в стык одно с другим, подобно тому, как в геральдике поле щита заполняется столбами, каждый из которых отличается своим цветом или ассоциируется с металлом (не исключено, что подобные гобелены имитировали геральдические столбы, а не наоборот). Вероятно этому элементу можно приписать несколько условных значений, как надуманных, так и вполне обоснованных. Нидерландские геральдисты утверждали, что столб символизировал канал, проходящий через весь город и делящий его пополам. Исторически сложилось, что трёхчастное деление в столб стало знаком гибеллинов, для гвельфов же было характерно деление поясом. В Тоскане пояс назывался полосой или колонной.
По Лакиеру, «столб представляет копьё рыцаря»

## Геральдика
При блазировании термин «в столб» обозначает, что та или иная фигура расположена вертикально или что несколько фигур размещены одна над другой. Ширина столба должна равняться 1/3 ширины щита, однако некоторые геральдисты утверждают, что правильнее говорить о 2/7, то есть, по их мнению, столб должен быть несколько уже. Наличие нескольких малых столбов на гербе (до пяти) приводит к необходимости сужать их вплоть до 1/3 стандартного столба. Подобная фигура получила название «столбик» (verghetta). Число отдельных столбов на щите всегда должно быть нечётным. Совсем иначе обстоит дело с делением герба в «столб» или «столбиками». В этом случае число столбов, наоборот, должно быть чётным, при этом все они должны иметь свой цвет или металл (если столбов шесть, их число в описании не указывается).
Форма столба может претерпевать различные изменения: сокращаться, как в верхней, так и в нижней части щита, приобретать очертания каких-либо фигур (например: столб в виде кометы). Линии деления также могут быть различными. Столб может соединяться с другими фигурами (например с главой или оконечностью).
Простые формы столбов могут быть с фигурами и без них, иметь усечённые и укороченные формы, сужаться и иметь видоизменённые линии.